# 大尊
大尊（?—?），金氏，新羅第54代君主景明王朴昇英夫人長沙宅主的父亲。

## 生平
《三国史记》没有记载大尊，只有《三国遗事·王历》有他的名字。大尊的世系不详，是水宗伊干的儿子。大尊在后三国时代的新罗官至角干（真骨京位第一等），女儿嫁给了朴昇英。神德王六年（917年），神德王死后，他的儿子王太子朴昇英即位为王，即景明王。大尊之女没有封为王后、王妃的记载，只有长沙宅的称号。大尊角干被追封为聖僖大王，至于他作为国王岳父为何被追尊为王，史书没有记载。
眞聖女王代 阿飡良貞 王之季子也 奉使於唐 聞百濟海賊梗於津島 選弓士五十人隨之 舡次鵠島[鄕云骨大島]風濤大作 信宿浹旬 公患之 使人卜之 曰 島有神池 祭之可矣 於是具奠於池上 池水湧高丈餘 夜夢有老人 謂公曰 善射一人 留此島中 可得便風 公覺而以事諮於左右曰 留誰可矣 衆人曰 宜以木簡五十片書我輩名 沈水而鬮之 公從之 軍士有居陀知者 名沈水中 乃留其人 便風忽起 舡進無滯
居陀愁立島嶼 忽有老人 從池而出 謂曰 我是西海若 每一沙彌 日出之時 從天而降 誦陀羅尼 三繞此池 我之夫婦子孫 皆浮水上 沙彌取吾子孫肝膓 食之盡矣 唯存吾夫婦與一女爾 來朝又必來 請君射之 居陀曰 弓矢之事 吾所長也 聞命矣 老人謝之而沒 居陀隱伏而待
明日扶桑旣暾 沙彌果來 誦呪如前 欲取老龍肝 時居陀射之 中沙彌 卽變老狐 墜地而斃 於是老人出而謝曰 受公之賜 全我性命 請以女子妻之 居陀曰 見賜不遺 固所願也 老人以其女 變作一枝花 納之懷中 仍命二龍 捧居陀趂及使舡 仍護其舡入於唐境
唐人見新羅舡有二龍負之 具事上聞 帝曰 新羅之使 必非常人 賜宴坐於群臣之上 厚以金帛遺之 旣還國 居陀出花枝 變女同居焉

## 家族

### 父亲
- 水宗，官至伊干（真骨京位第二等）

### 女儿
- 長沙宅主，景明王的夫人，生子朴彦忱、朴彦成、朴彦信、朴彦立、朴彦昌、朴彦華、朴彦志、朴彦義